# Alejandro Muñante
Alejandro Muñante Barrios (Iquitos, 2 de marzo de 1987) es un abogado y político peruano. Se desempeña como congresista de la república durante el periodo parlamentario 2021-2026 y fue el 3.er vicepresidente de la Mesa Directiva del Congreso de la República entre 2022 y 2023.
Nacido en Iquitos y criado en el distrito de Santiago, provincia de Ica, obtuvo el título de abogado en la Universidad Señor de Sipán y es egresado de la maestría en Derecho Constitucional por la Universidad de San Martín de Porres. Durante su carrera política, ha sido abogado litigante y conciliador extrajudicial, director de la Red Nacional de Abogados por la Defensa de la Familia (Renafam) y asesor principal de la Comisión de Educación, Juventud y Deporte del Congreso. 
Se identifica como conservador de derecha y liberal en lo económico. Es activista provida y opositor al aborto, y también crítico de las políticas del gobierno de Pedro Castillo y la intervención del Sistema Interamericano de Derechos Humanos en Perú. 
Muñante ha estado involucrado en varias polémicas, incluyendo la reducción de multas a excandidatos sancionados y su oposición a la vacunación completa. Ha expresado opiniones homofóbicas y en contra de las leyes sobre violencia de género.

## Biografía

### Primeros años
Nació el 2 de marzo de 1987, en el distrito peruano de Iquitos, Loreto. Durante su infancia, su familia se trasladó al distrito de Santiago, en la provincia de Ica, donde vivieron en un terreno con dos cuartos de adobe donado por su abuelo materno. Su padre abandonó a la familia, quedando al cuidado de su madre, una trabajadora del campo. Muñante recordó su situación en una entrevista:

Yo recuerdo, pues mi madre venía cansada de trabajar en el campo. Y yo acabe mi secundaria en el distrito de Santiago, y me vine a Lima. Deje a mi mamá, mis amigos, familia tambien y aqui vine, comencé a trabajar y estudiar. Yo pude acabar mi carrera, incursioné en la política y en ese rubro pues también me esforcé por no ser un político cualquiera.
Muñante en mayo de 2024

### Formación
Realizó su formación primaria y secundaria en el Colegio Sebastián Barranca de Santiago, Ica. 
Tras realizar estudios en la Universidad Señor de Sipán, obtuvo el título de abogado. Cursó una maestría en Derecho constitucional por la Universidad de San Martín de Porres.

### Religión
Es un habitual participante del cristianismo evangélico. Hace unos años, influido por su defensoría a la libertad de culto, se congregó en la Iglesia evangélica del Movimiento Misionero Mundial, donde ha tenido reuniones con sus líderes y participado en diferentes eventos realizados por la organización como invitado especial en convenciones nacionales, campañas evangelísticas y capacitando alumnos de la institución educativa Internacional Elim, perteneciente a la denominación religiosa.
En 2019, participó en una reunión del colectivo «Ex-LGTB». Según explica, fue fundado por cristianos que advierten sobre los «peligros de la ideología de género».

## Vida política
Después de culminar su educación, Muñante se involucró en la política, debido a la incorporación del enfoque de género catalogado como «ideología de género» en el currículo escolar.
Tras la renuncia de Wilmar Elera a la tercera vicepresidencia del Congreso, la representación nacional lo eligió como el reemplazo del sentenciado congresista, en representación del partido Renovación Popular, imponiéndose con cincuenta y cinco votos frente a los cuarenta y siete obtenidos por su colega Hilda Portero, representante de Acción Popular. Se registraron cuatro votos en blanco y dos nulos.
En junio de 2022, Muñante fue invitado al Parlamento de Hungría, por lo que hizo un viaje a dicho país que fue valorizado en doce mil soles, costeados por el Estado.
El 25 de julio del 2023, prescindió de una serie de beneficios que se obtienen en el Congreso de la República, dado que culminó su etapa como tercer vicepresidente del Poder Legislativo.El 24 de noviembre, fue uno de los cuatrocongresistas que devolvió el bono extraordinario de 9,900 soles otorgado a los 130 miembros del Congreso de la República del Perú.
El 19 de febrero de 2024, fue elegido presidente de la Comisión Especial Revisora del Código de Ejecución Penal, durante el cargo fue el responsable de la toma de decisiones en la población penitenciaria y seguridad del país bajo la Ley N° 31588. El 5 de junio, un grupo de estudiantes de la Universidad Nacional Mayor de San Marcos rechazaron que el congresista ingresara a sus instalaciones. Esto ocurrió instantes antes de iniciar una conferencia sobre la «influencia del globalismo en la concepción de derechos humanos». La exposición fue suspendida minutos después.
En junio de 2024, fue nombrado vocero de Renovación Popular, según un documento oficial dirigido al oficial mayor del Congreso, Giovanni Forno Flórez. Su designación fue decidida durante una sesión ordinaria de la bancada el 24 de junio de 2024. Junto a Muñante, Noelia Herrera y Jorge Zeballos asumieron los roles de primer y segundo portavoz, respectivamente. Este nombramiento se produjo después de la salida de los congresistas Jorge Montoya, José Cueto y Javier Padilla, quienes formaron un nuevo bloque congresal denominado Bancada Honor y Democracia
En 2025, elaboró un proyecto de ley para modificar un artículo de la Constitución Política e interpretar el término «género» en términos de hombre y mujer.

### Activismo
Ha sido abogado litigante y conciliador extrajudicial ante el Ministerio de Justicia y Derechos Humanos. Fue elegido director de la Red Nacional de Abogados por la Defensa de la Familia (Renafam). Posteriormente, ha sido asesor principal de la Comisión de Educación, Juventud y Deporte del Congreso de la República.
Es un activista provida, un opositor al aborto y presente en las marchas del movimiento social Con mis hijos no te metas. Además, conduce el programa de radio Cuestión Previa en la señal de Radio Bethel 100.1 FM en Lima, donde aborda temas de coyuntura política peruana.
También defiende la idea de que las personas pueden abandonar la ideología de género y regresar a su identidad original, y ha ofrecido conferencias sobre este tema al grupo Ex-LGBT Perú.

## Posiciones políticas e ideológicas
Se describe a sí mismo como conservador de derecha, liberal en lo económico. Asimismo, se le describió como un opositor al gobierno de Pedro Castillo, debido a que Muñante lo asemeja al «sector caviar», llegando a mostrarse a favor de la vacancia del mandatario. «Nosotros sí estamos a favor de la vacancia, pero no es con fines golpistas», dijo el parlamentario a mediados de febrero de 2022. Durante el primer año de gobierno de Castillo, criticó su silencio ante la prensa, así como los cuestionamientos por supuestos actos de corrupción. Sobre la posibilidad de un adelanto de elecciones para frenar la crisis política que vive el país, se mostró en contra.

Si alguien afirma que el adelanto de elecciones generales es la única salida a esta crisis, entonces persigue una consigna política. El problema estructural del país es la crisis institucional. Crisis agravada por caviares, quienes, paradójicamente, son hoy los piden que se vayan todos.
Muñante en febrero de 2022

Él mismo mostró preocupación por una supuesta la falta de imparcialidad que se vino impartiendo en los tribunales a causa de la Ley 30364 (ley contra feminicidios): afirmó que la «ley, que debería promover integridad familiar, es utilizada ideológicamente para promover división en desmedro de hombres». El congresista dijo a los medios de comunicación que los hombres agredidos son una minoría en el Perú, a comparación de los casos de violencia contra la mujer.
A mediados de 2023, Muñante formuló una denuncia constitucional y alegó que la disolución del Congreso de la República del Perú en 2019, ordenada por el entonces presidente, Martín Vizcarra Cornejo, al interpretar que el Legislativo denegó fácticamente la confianza presentada por su presidente del Consejo de Ministros, Salvador del Solar, fue un acto «desdeñable» e «inconstitucional».
Es detractor del Sistema Interamericano de Derechos Humanos porque «sus organismos vienen realizando actos injerencistas en los asuntos internos del Perú». En agosto de 2025, se mostró a favor de la promulgación de la autógrafa de ley de amnistía a favor de los miembros de las fuerzas armadas, policiales y comités de autodefensa que hayan cometido crímenes contra los derechos humanos durante la época del terrorismo 1980-2000. Sin embargo, opinó que en casos como el de Santiago Martín Rivas, líder del grupo de aniquilamiento del Ejército conocido como Grupo Colina, "el Poder Judicial, como ya lo ha demostrado, en algún caso emblemático, podría aplicar el control difuso".

## Nota
1. ↑  En un oficio dirigido al oficial mayor del Congreso, Giovanni Forno Flórez, explicó que su decisión se basó en la falta de pertinencia del bono y en la ausencia de una justificación adecuada para su entrega. Además, señaló que esta acción respondía a una decisión estrictamente personal, como lo detalló en la carta enviada.[13]